# Maksymówka (rejon mołodecki)
Maksymówka (biał. Максімаўка, ros. Максимовка) – wieś na  Białorusi, w obwodzie mińskim, w rejonie mołodeckim, w sielsowiecie Radoszkowice.

## Położenie
Miejscowość położona wśród lasów, otoczona podobnie wyludnionymi wsiami. Na północ od Maksymówki leżą  Bakszty Małe (Малыя Бакшты) i Zahorce (Загорцы), na wschodzie – Klimonty (Кліманты) i Dworyszcze, na południu – Bakszty Wielkie (Вялікія Бакшты), na zachodzie – Sycewicze (Сычавічы).

## Historia
W czasach zaborów dobra w gminie Radoszkowice, w powiecie wilejskim, w guberni wileńskiej Imperium Rosyjskiego.
W latach 1921–1945 wieś leżała w Polsce, w województwie wileńskim, w powiecie wilejskim, od 1927 roku w powiecie mołodeckim, w gminie Radoszkowice.
Według Powszechnego Spisu Ludności z 1921 roku zamieszkiwały tu 183 osoby, 16 było wyznania rzymskokatolickiego a 167 prawosławnego. Jednocześnie 84 mieszkańców zadeklarowało polską a 99 białoruską przynależność narodową. Były tu 32 budynki mieszkalne. W 1931 w 38 domach zamieszkiwało 186 osób.
Wierni należeli do parafii rzymskokatolickiej i prawosławnej w Radoszkowicach. Miejscowość podlegała pod Sąd Grodzki w Krasnem i Okręgowy w Wilnie; właściwy urząd pocztowy mieścił się w Radoszkowicach.
W wyniku napaści ZSRR na Polskę we wrześniu 1939 miejscowość znalazła się pod okupacją sowiecką. 2 listopada została włączona do Białoruskiej SRR. Od czerwca 1941 roku pod okupacją niemiecką. W 1944 miejscowość została ponownie zajęta przez wojska sowieckie i włączona do Białoruskiej SRR.

## Ludzie związani z Maksimówką
- Szymon Rak-Michajłowski